# Tanabe
Tanabe (田辺市 Tanabe-shi?) es una ciudad localizada en la prefectura de Wakayama, Japón. En junio de 2019 tenía una población estimada de 70.674 habitantes y una densidad de población de 68,8 personas por km². Su área total es de 1.026,91 km².

## Historia
La ciudad fue fundada el 20 de mayo de 1942.
En el 2005, el pueblo de Ryūjin, (del distrito de Hidaka), la ciudad de Nakahechi, el pueblo de Ōtō (ambos del distrito de Nishimuro), y la ciudad de Hongū (del distrito de Higashimuro) fueron fusionadas con Tanabe.

## Geografía
Tanabe se encuentra sobre la costa y está rodeada de montañas. Tanabe es el punto en el cual la antigua ruta de peregrinaje denominada Kumano Kodō (熊野古道) tuerce y penetra hacia la isla alejándose de la costa. Existe un puente que cruza a una isla próxima llamada Motoshima. La isla de Kashima, enfrente de la costa de Tanabe, se encuentra cerrada a los visitantes.
La pesca es la principal industria, en especial un pequeño pez similar al carpa denominado shirasu. Los cítricos y umeboshi (encurtidos de fruta ume) desempeñan un papel importante en la economía local.

### Localidades circundantes
- Prefectura de Wakayama
  - Shingū
  - Minabe
  - Inami
  - Hidakagawa
  - Shirahama
  - Kamitonda
  - Aridagawa
  - Kozagawa
- Prefectura de Nara
  - Totsukawa
  - Nosegawa

## Demografía
Según los datos del censo japonés, esta es la población de Tanabe en los últimos años.
| Año del censo | Población |
| ------------- | --------- |
| 1995          | 86.159    |
| 2000          | 85.646    |
| 2005          | 82.499    |
| 2010          | 79.119    |
| 2015          | 74.770    |

## Turismo
En la ciudad de Tanabe, hay varios sitios interesantes sobre el antiguo camino de peregrinación Kumano Kodō, particularmente en los distritos de Nakahechi y Hongu. Entre los sitios destacados se encuentran Kumano Hongū Taisha (熊 野 本 宮 大), uno de los tres santuarios principales de Kumano en la prefectura de Wakayama, numerosos santuarios Ōji pequeños, y la ruta Nakahechi del Kodano Kodō, con aproximadamente 65 kilómetros de longitud Kumano Kodō y una variedad de paisajes.
Una atracción importante es la playa de Ogigahama, que ha sido expandida en épocas recientes. La ciudad vecina de Shirahama, es famosa por su playa artificial blanca, por ello Tanabe ha construido su playa propia con la esperanza de aumentar la afluencia de turistas. En la zona que da a la playa se realiza el festival de danza Benkei Matsuri (que se enfoca en danza Yosakoi y se realiza en el mes de octubre).
Otra playa en la ciudad principal es el cabo Tenjinzaki, una playa preservada hecha de losas en capas de formación rocosa. La playa está sumergida con agua durante las mareas altas y se revela durante las mareas bajas. También es conocido como el lugar de nacimiento del movimiento National Japan Trust. El cabo Tenjinzaki sirve como un lugar de recreación y relajación para los ciudadanos. La gente también disfruta de la pesca y la recolección de mariscos.
La ciudad de Tanabe también alberga varias aguas termales. Se destaca Kawayu Onsen, una fuente termal en el río Kumano en el distrito de Hongu. Los turistas pueden cavar sus propias bañeras al lado del río durante las temporadas regulares. Entre noviembre y febrero, parte del río se bloquea para crear una bañera gigante que puede acomodar a cientos de bañistas. En el distrito de Ryujin se encuentra Ryūjin Onsen, accesible en autobús desde la estación JR Kii-Tanabe.
La montaña Takaoyama domina la zona. Desde la cima de esta montaña, puedes ver las ciudades de Minabe, Tanabe y Shirahama. Entre Tanabe y Shirahama hay un templo poco conocido llamado Kinkakuji (que no debe confundirse con el famoso Kinkakuji en Kioto). Cerca de la montaña Takaoyama se encuentra el desfiladero de Kisetsukyo, y en el distrito de Ryujin se encuentra el desfiladero de Hyakkenzan, ambos con cascadas y sendas para caminar.